# 남상익 (1878년)
남상익(南相翊, 1878년 12월 5일(음력 11월 12일) ~ ?)은 대한제국 무관 출신으로, 일제강점기의 유교 계열 인물이며, 대한민국 관료이다.

## 생애
충청북도 진천군 출신이다. 1900년에 대한제국 육군무관학교에 입학하여 1904년에 졸업하였다. 학교 졸업과 함께 대한제국 육군 참위에 임명되었고, 1907년에는 정3품에 오르는 등 무관으로 근무했다.
일제 강점기 동안은 진천 지역에 군수 자문 역할을 하는 군참사를 지내는 등 이 지역 유지로 활동했다. 진천군 진천면장과 충청북도 도의원을 지냈으며, 진천금융조합 조합장을 맡기도 했다. 성균관의 후신인 경학원에서는 강사를 맡았고, 진천군유도연합회 부회장도 역임했다.
1941년에 발족한 조선임전보국단에도 가담하는 등 일제 강점기가 종결될 때까지 조선총독부에 협조하였으며, 태평양 전쟁 종전으로 미군정이 시작되자 충청북도 미군정 고문이 되면서 계속 중용되었다. 이후 진천군수와 진천수리조합 조합장을 역임하였다.
2008년 친일인명사전 편찬을 위해 작성된 민족문제연구소의 친일인명사전 수록예정자 명단 중 유교 부문에 포함되었다.

## 같이 보기
- 경학원
- 조선임전보국단

## 참고자료
- 남상익(南相翊) - 국사편찬위원회